# Aeroportul Agadir–Al Massira
Aeroportul Agadir–Al Massira (în franceză Aéroport d'Agadir Al Massira) (IATA: AGA, AGA, ICAO: GMAD) este un aeroport din Agadir, Agadir-Ida-Ou-Tanane Prefecture⁠(d), Souss-Massa⁠(d), Maroc ce deservește zona Agadir. Aeroportul a fost tranzitat în 2022 de 1.774.605 pasageri. A fost numit după zona deservită.
Situat la o altitudine de 69 m, aeroportul dispune de 1 pistă. Este operat de Moroccan Airports Authority⁠(d).

## Infrastructură

### Piste
Aeroportul dispune de o singură pistă. Pista 09/27 are suprafața de asfalt și dimensiunile 3.200 m × 45 m. 